# 琴ノ緒町

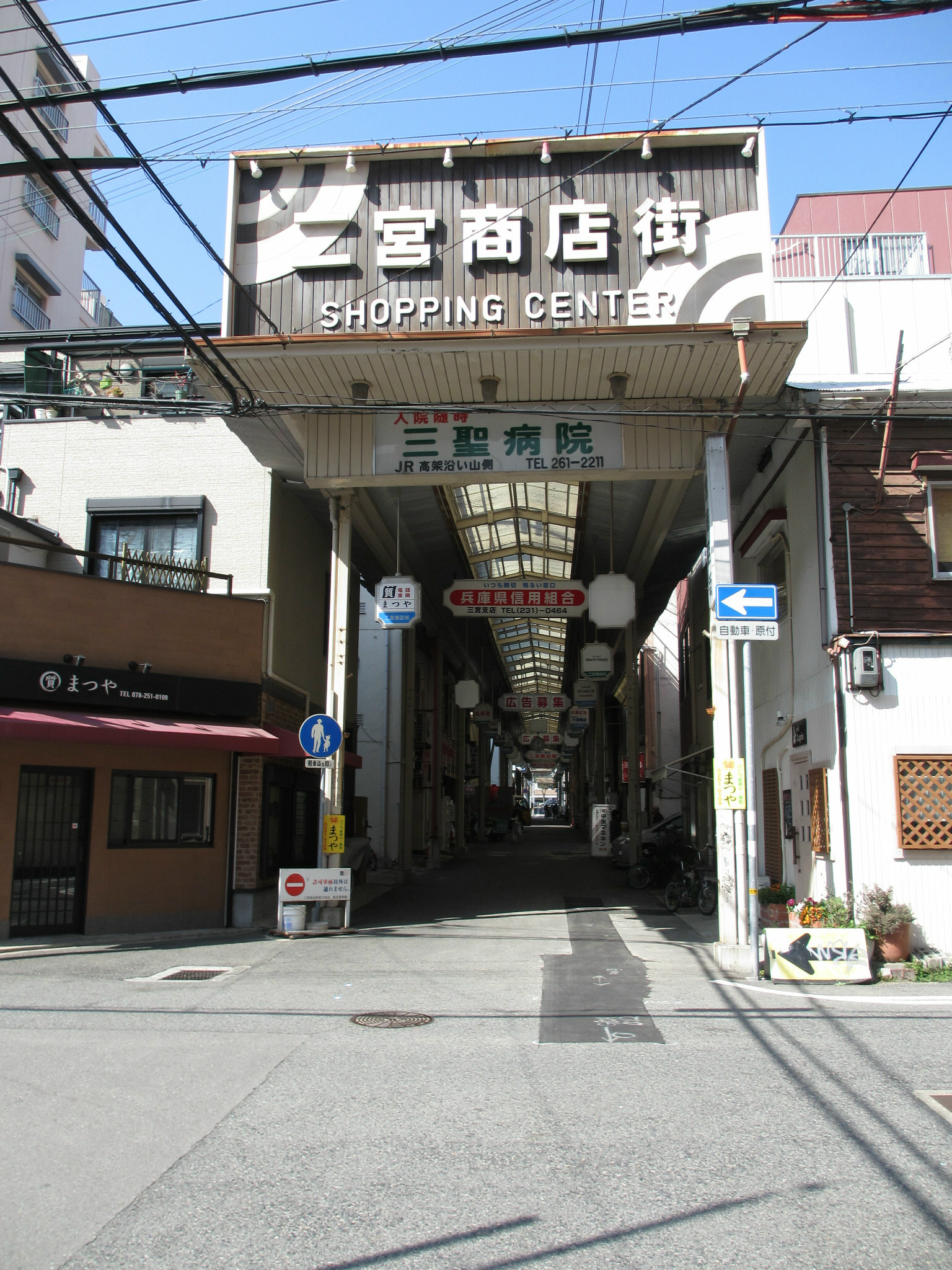
二宮商店街

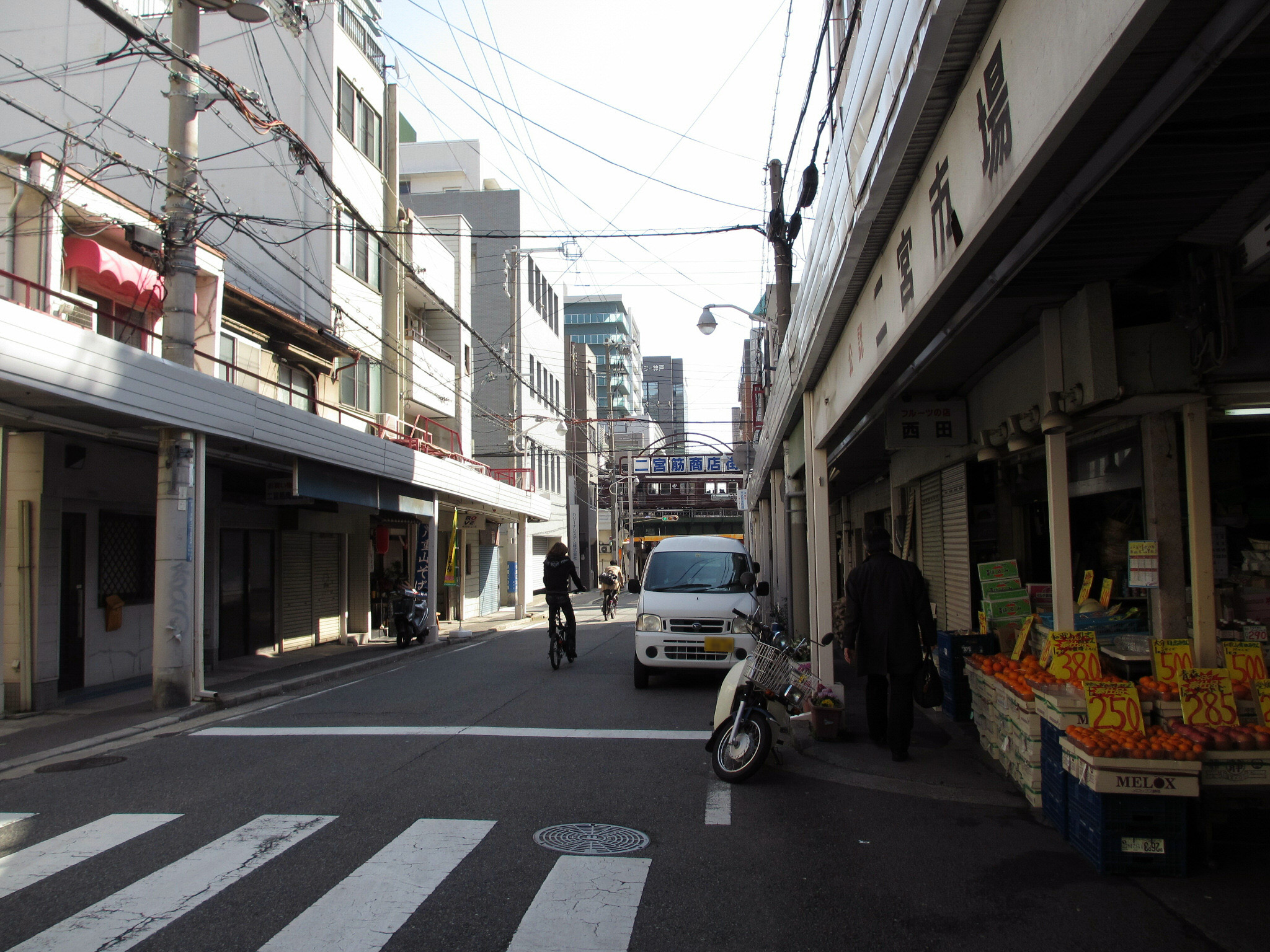
二宮筋商店街と二宮市場入口

琴ノ緒町（ことのおちょう）は兵庫県神戸市中央区の町名。現行行政地名は琴ノ緒町一丁目から琴ノ緒町五丁目。郵便番号は651-0094。

## 地理
旧・葺合区西部の阪急神戸線北側の区域。区中心部の商業地域。
北は二宮町、南は阪急線・JR東海道本線を挟み東から旭通、雲井通、西は布引町。JR三ノ宮駅の北側に位置する三角形の町域。東から順に一～五丁目がある。
域内には二宮商店街と二宮筋商店街がある。

## 歴史
町名は旧・生田村の小字名「コトノオ」に由来する（西摂大観）とも、また紀貫之の「松の音を琴に調ぶる山風は滝の糸をやすけて弾くらむ」の歌から取ったとも言われる。
明治32年（1899年）に葺合琴ノ緒町として神戸市葺合の一部から成立。昭和6年（1931年）葺合区に所属するまで「葺合」を冠称。昭和55年（1980年）より中央区に所属。
- 明治38年（1905年）、阪神電気鉄道開通。
- 大正元年（1912年）、神戸電気鉄道（後の神戸市電）布引線開通。
- 昭和6年（1931年）、隣接地（現在の位置）に国鉄（現JR）三ノ宮駅が移転。
- 昭和11年（1936年）、阪神急行電鉄（現阪急電鉄）が三宮へ高架で乗り入れ。
- 昭和58年（1983年）、神戸新交通ポートアイランド線開通。
- 昭和60年（1985年）、神戸市営地下鉄開通。

## 人口統計
- 平成17年国勢調査（2005年10月1日現在）での世帯数852、人口1,322、うち男性662人、女性660人[2]。
- 昭和63年（1988年）の世帯数338・人口1,829[3]。
- 昭和35年（1960年）の世帯数952・人口3,621[3]。
- 大正9年（1920年）の世帯数1,692・人口6,748[3]。